# Albert West
Albert West, nombre de nacimiento Albert Westelaken (Bolduque, 2 de septiembre de 1949 - Tilburgo, 4 de junio de 2015) fue un cantante pop y productor musical holandés.

## Biografía
Comenzó su carrera como cantante en el grupo The Shuffles, que le dio cierto éxito a finales de los 60 y principios de los 70. Empezó su carrera en solitario a partir de 1973, que le dio una popularidad inaudita no solo en los Países Bajos, en Austria y en Alemania con canciones como Ginny Come Lately (1973), Tell Laura I Love Her (1973), Sheila (1973), You and Me (1975). Su colaboración con Albert Hammond, en 1986, le ofreció cierto éxito (Give a Little Love).